# Amaguaña
Amaguaña ist ein südlicher Vorort der ecuadorianischen Hauptstadt Quito und eine Parroquia rural („ländliches Kirchspiel“) im Kanton Quito der Provinz Pichincha. Die Parroquia Amaguaña gehört zur Verwaltungszone Los Chillos. Die Parroquia besitzt eine Fläche von 56,3 km². Die Einwohnerzahl betrug im Jahr 2010 31.106.

## Lage
Die Parroquia Amaguaña liegt 17 km südlich vom historischen Stadtzentrum von Quito. Der Río San Pedro durchquert das Gebiet in nordnordöstlicher Richtung. Im Süden reicht das Verwaltungsgebiet bis zum nördlichen Kraterrand des 4200 m hohen Vulkans Pasochoa. Die Fernstraße E35 führt an Amaguaña vorbei. Das Verwaltungszentrum von Amaguaña liegt 2604 m hoch.
Die Parroquia Amaguaña grenzt im Nordwesten an das Municipio von Quito, im Norden an die Parroquia Conocoto, im Nordosten an die Municipio von Sangolquí (Kanton Rumiñahui), im Südosten an die Parroquia Cotogchoa (ebenfalls im Kanton Rumiñahui) sowie im Südwesten an die Parroquia Uyumbicho (Kanton Mejía).

## Geschichte
Die Parroquia Amaguaña wurde vermutlich während der Amtszeit von Gabriel García Moreno in den Jahren 1861–1865 gegründet.